# 布鲁斯·巴克
布鲁斯·巴克，美國律師，車路士球會主席和倫敦 世達律師事務所律師.